# Vignacourt
Vignacourt est une commune française située dans le département de la Somme en  région Hauts-de-France.

## Géographie

### Localisation
Vignacourt est un bourg picard de l'Amiénois.
À vol d'oiseau, la commune est située à 8 km à l'est de Flixecourt, 9 km à l'ouest de Villers-Bocage, 9 km au sud-est de Domart-en-Ponthieu, 9 km au nord d'Ailly-sur-Somme, 15 km au nord-ouest d'Amiens, 19 km au sud-ouest de Doullens et à 28 km au sud-est d'Abbeville.
Le territoire de la commune est limitrophe de ceux de onze communes.   
Les communes limitrophes sont  Belloy-sur-Somme, Berteaucourt-les-Dames, Bettencourt-Saint-Ouen, Flesselles, Halloy-lès-Pernois, Havernas, La Chaussée-Tirancourt, Pernois, Saint-Ouen, Saint-Vaast-en-Chaussée et Vaux-en-Amiénois.

### Géologie et relief
La superficie de la commune est de 2 910 hectares ; son altitude varie entre 37 et 134 mètres, le point culminant se trouve à l'ouest du territoire communal, au mamelon de l'Allemont.
Le relief de la commune est celui d'un plateau qui domine la vallée de la Somme à 133 m d'altitude en moyenne. Ce plateau est entrecoupés de vallées sèches profondes de 30 à 35 m.
Et pour l'anecdote, lorsque l'on se tient sur la première marche de l'église, on se trouve à la même hauteur que le sommet de la flèche de la cathédrale d'Amiens.
Au sud-ouest de la commune se trouve un massif boisé appelé forêt de Vignacourt.

#### Géomorphologie (nature du sol et du sous-sol)
Le sol et le sous-sol de la commune sont d'origine tertiaire et de nature argileuse. On trouve dans le sous-sol des amas de grès qui servait autrefois à faire des pavés.

### Hydrographie
La commune est située dans le bassin Artois-Picardie. Elle n'est drainée par aucun cours d'eau.

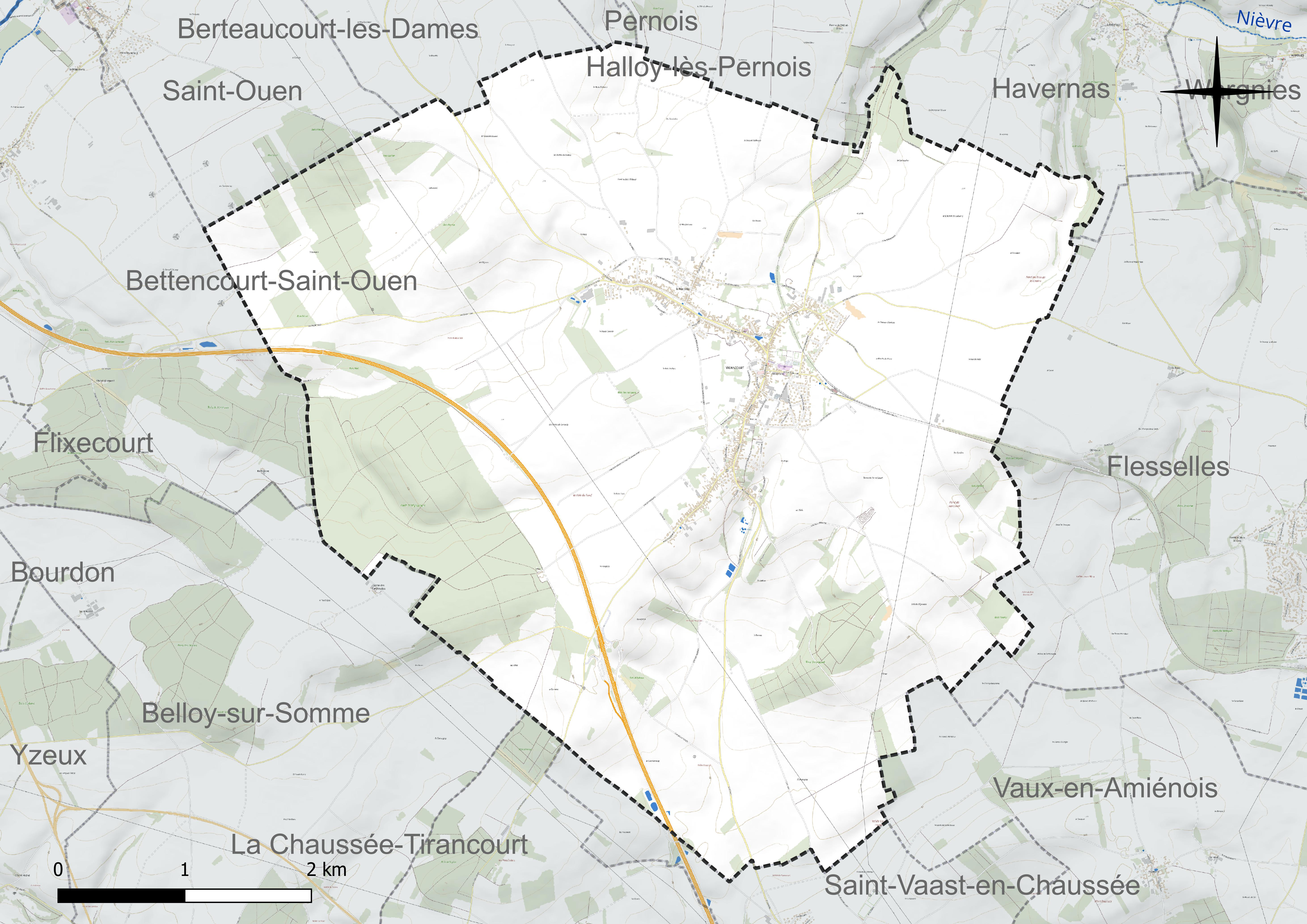
Réseau hydrographique de Vignacourt.

### Climat
Pour des articles plus généraux, voir Climat des Hauts-de-France et Climat de la Somme.
En 2010, le climat de la commune est de type climat océanique dégradé des plaines du Centre et du Nord, selon une étude du CNRS s'appuyant sur une série de données couvrant la période 1971-2000. En 2020, Météo-France publie une typologie des climats de la France métropolitaine dans laquelle la commune est exposée à un climat océanique et est dans la région climatique Côtes de la Manche orientale, caractérisée par un faible ensoleillement (1 550 h/an) ; forte humidité de l'air (plus de 20 h/jour avec humidité relative > 80 % en hiver), vents forts fréquents.
Pour la période 1971-2000, la température annuelle moyenne est de 10,1 °C, avec une amplitude thermique annuelle de 14 °C. Le cumul annuel moyen de précipitations est de 799 mm, avec 12,3 jours de précipitations en janvier et 9 jours en juillet. Pour la période 1991-2020, la température moyenne annuelle observée sur la station météorologique la plus proche, située sur la commune de Bernaville à 14 km à vol d'oiseau, est de 10,4 °C et le cumul annuel moyen de précipitations est de 877,3 mm,. Pour l'avenir, les paramètres climatiques de la commune estimés pour 2050 selon différents scénarios d'émission de gaz à effet de serre sont consultables sur un site dédié publié par Météo-France en novembre 2022.

## Urbanisme

### Typologie
Au 1er janvier 2024, Vignacourt est catégorisée bourg rural, selon la nouvelle grille communale de densité à sept niveaux définie par l'Insee en 2022.
Elle appartient à l'unité urbaine de Vignacourt, une unité urbaine monocommunale constituant une ville isolée,. Par ailleurs la commune fait partie de l'aire d'attraction d'Amiens, dont elle est une commune de la couronne,. Cette aire, qui regroupe 369 communes, est catégorisée dans les aires de 200 000 à moins de 700 000 habitants,.

### Occupation des sols
L'occupation des sols de la commune, telle qu'elle ressort de la base de données européenne d'occupation biophysique des sols Corine Land Cover (CLC), est marquée par l'importance des territoires agricoles (83,2 % en 2018), une proportion sensiblement équivalente à celle de 1990 (83,6 %). La répartition détaillée en 2018 est la suivante : 
terres arables (76,5 %), forêts (13,2 %), zones urbanisées (3,6 %), zones agricoles hétérogènes (3,6 %), prairies (3,1 %). L'évolution de l'occupation des sols de la commune et de ses infrastructures peut être observée sur les différentes représentations cartographiques du territoire : la carte de Cassini (XVIIIe siècle), la carte d'état-major (1820-1866) et les cartes ou photos aériennes de l'IGN pour la période actuelle (1950 à aujourd'hui).

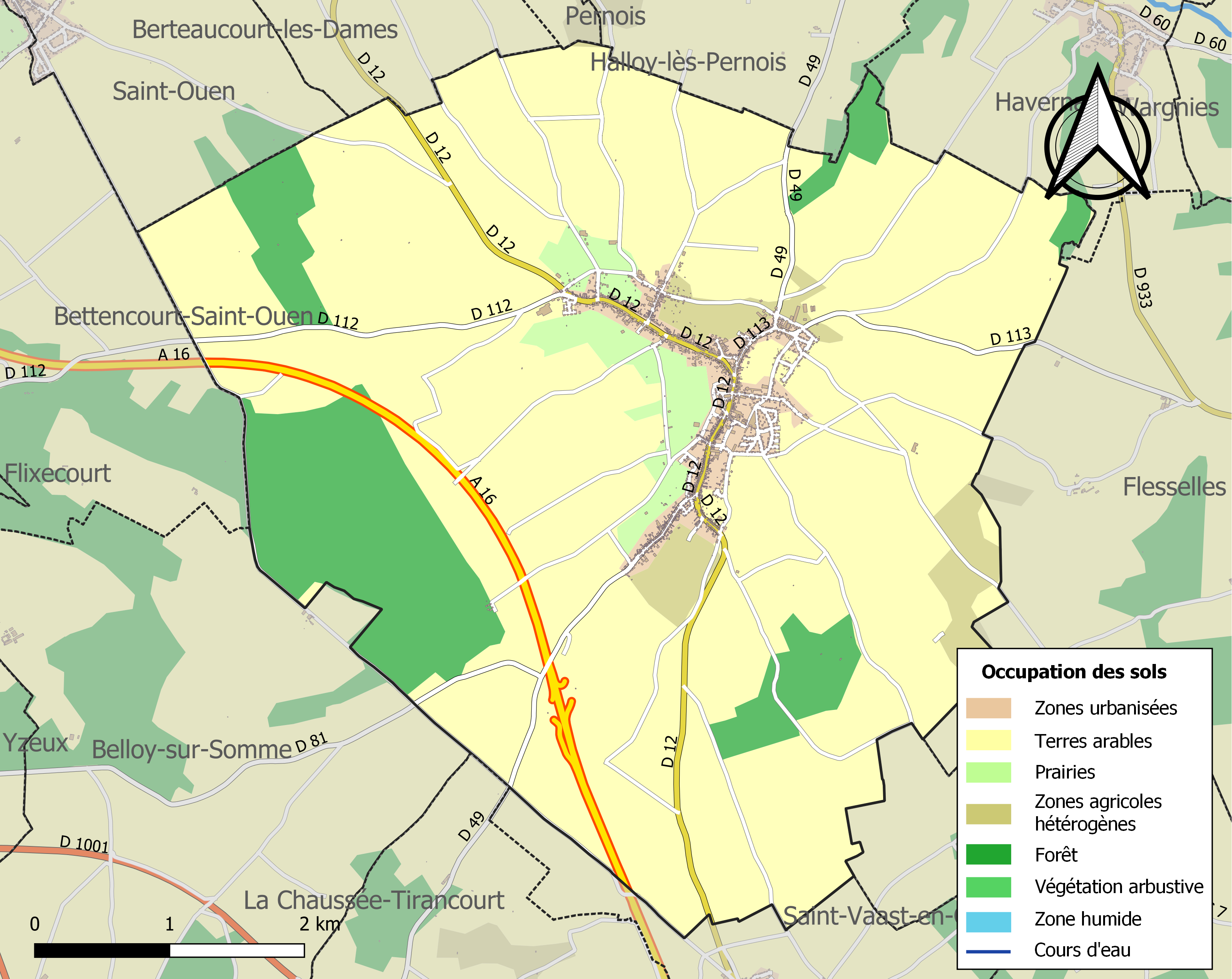
Carte des infrastructures et de l'occupation des sols de la commune en 2018 (CLC).

### Habitat

#### Morphologie urbaine
La commune offre un habitat groupé, la population est concentrée dans le bourg.

### Logement
En 2009, le nombre total de logements dans la commune était de 983, alors qu'il était de 868 en 1999.
Parmi ces logements, 93,8 % étaient des résidences principales, 0,1 % des résidences secondaires et 6,1 % des logements vacants. Ces logements étaient pour 96,5 % d'entre eux des maisons individuelles et pour 3,5 % des appartements.
La proportion des résidences principales, propriétés de leurs occupants était de 82,8 %, en baisse par rapport à 1999 (85,7 %).

### Voies de communication et transports
Vignacourt est aisément accessible par la RN 1 (actuelle RD 1001).
La ligne de chemin de fer Amiens - Canaples - Doullens - Frévent passe par la commune, mais n'a plus qu'un trafic de fret.
Le territoire communal est bordé au sud-ouest par l'ancienne voie romaine d'Amiens à Boulogne-sur-Mer : la via Agrippa de l'Océan.
Transports en commun routiers : la localité est desservie par les autocars du réseau inter-urbain Trans'80, Hauts-de-France (ligne no 27, Vignacourt - Amiens).

## Toponymie
Le nom de la localité est attesté sous les formes Vinacurt en 1090, Winardicurt en 1095, Vinacort en 1140, Winacourt en 1215, Vinarcourt en 1240, Vignacourt en 1273, Wignacourt en 1357,.
Il s'agit d'une formation toponymique médiévale en -court, appellatif toponymique précédé du nom de personne germanique Winihard, autrement noté Winehardus. L'explication *Vinearum curtis (forme non attestée) « le pays des vignes » avec vinearum, génitif pluriel de vinea « vigne, vignoble » est contredite par les formes anciennes et les lois de la phonétique historique. En outre, les toponymes en -court ne sont pratiquement jamais précédés d'un appellatif toponymique, c'est dans la plupart des cas un anthroponyme germanique. D'anciens lieux-dits de la commune comme Dessus des vignes, Les vignes, Sous les vignes rappellent cependant que la vigne était cultivée sur le territoire de la commune actuelle et il est possible que le terme vigne ait influencé de manière plus récente (XIIIe siècle) l'évolution du nom de la localité.
Remarque : l'amuïssement du groupe /rd/ devant un appellatif toponymique commençant par une consonne s'observe entre autres dans Bernapré (Somme, Bernardus pratus 1206) « le pré de Bernard ». Les toponymes en -court, du gallo-roman CORTE « cour, cour de ferme, ferme » (< bas latin cōrtem ou curtis), communs dans l'extrême nord de la France et inexistants ailleurs, sont à mettre en rapport avec la progression des Francs et leur romanisation. C'est pourquoi ils ont souvent leur exact correspondant en -hof(fen), -hov(en) « cour, cour de ferme, ferme », dans les pays de langue germanique (exemple : Bettenhoffen (Alsace), Bettenhoven (Allemagne) = Bettencourt-Rivière, Bettencourt-Saint-Ouen (Somme)).

## Histoire

### Antiquité
À l'époque romaine, le territoire de Vignacourt est vraisemblablement couvert d'une vaste forêt[réf. nécessaire].
L'archéologie aérienne a permis de déceler les  traces de vestiges de trois villas gallo-romaines sur le territoire communal[réf. nécessaire].

### Moyen Âge
Au VIIe siècle, Vignacourt et ses environs sont la propriété de l'abbaye de Corbie. Les communes des environs s'établissent autour des métairies établies par les moines.
La première mention écrite de Vignacourt date de 879[réf. nécessaire][Laquelle ?] : Guaramond, chef viking, tué à la bataille de Saucourt-en-Vimeu est enterré à Vignacourt[réf. nécessaire].
1109, mention du premier seigneur connu de Vignacourt, Adam, fils de Dreux, châtelain d'Amiens. La châtellenie de Vignacourt est vassale de celle de Picquigny.
En 1190, Simon de Vignacourt participe à la troisième croisade. Son nom figure dans la première salle des croisades au château de Versailles.
En 1209, Vignacourt obtient de Renaud d'Amiens (1184-1227), son seigneur, une charte communale et la constitution d'un échevinage.
En 1216, Renaud d'Amiens, fonde un chapitre de douze chanoines à Vignacourt. Il y fonde également au début du XIIIe siècle une maladrerie et la dote de terres.
Au XVe siècle, le duc de Bourgogne, Charles le Téméraire, campa à plusieurs reprises à Vignacourt.

### Époque moderne
En 1597, lors de la prise d'Amiens par les Espagnols, Henri IV vient à Vignacourt pour organiser le siège. En s'enfuyant, les Espagnols mettent le feu au village.
En 1636, lors du siège de Corbie, les Espagnols incendient à nouveau Vignacourt.
En 1695 par décision royale, les revenus et la maladrerie de Vignacourt sont réunis à l'hôtel-dieu de Picquigny.
En 1732, grâce à la générosité du chanoine Denis, une école de filles est fondée et sa gestion est confiée aux sœurs de la Providence. Une école de filles existait déjà, l'enseignement y était dispensé par une maîtresse d'école laïque.

### Époque contemporaine
En 1846, par décret royal, la commune recouvre les biens de l'ancienne maladrerie et crée un bureau de bienfaisance.
En 1849, une école de garçons est créée grâce à la générosité d'une demoiselle de Cormon, sa gestion est confiée aux frères de la doctrine chrétienne.
De 1914 à 1918, pendant la Première Guerre mondiale, Vignacourt est un village de l'arrière qui accueille des soldats au repos, après leur séjour au front. Parmi eux un grand nombre d'Australiens. Deux habitants du village, Louis et Antoinette Thuillier, prennent d'eux plus de 3 000 photos qui sont, pour partie, exposées à la mairie du village,. Le maire de l'époque, Paul Thuillier-Buridard, fit la promesse d'honorer les tombes des soldats alliés qui ont combattu pour notre liberté et de ne jamais oublier leur sacrifice. Cette promesse a été honorée en 1988 par Michel Hubau, alors maire, qui fit adopter par le conseil municipal le nom de deux rues de la commune : la rue du Général-Martin et la rue des Australiens.
Les 16-17 juin et 2 juillet 1944, lors des combats de la Libération de la France, l'installation de lancement des bombes volantes V1 est puissamment bombardée par les appareils de la 8e Air Force américaine[réf. souhaitée]. Le travail préalable de renseignement en revient aux agents locaux du réseau AGIR commandé par Michel Hollard.

## Politique et administration

### Liste des maires
| Période                                  | Période                      | Identité                           | Étiquette      | Qualité |
| ---------------------------------------- | ---------------------------- | ---------------------------------- | -------------- | --- |
| Les données manquantes sont à compléter. |                              |                                    |                | |
| 1793                                     | 1797                         | Nicolas Froidure                   |                | |
| 1797                                     | 1803                         | Louis Duhamel                      |                | |
| 1803                                     | 1811                         | Antoine Thuillier                  |                | |
| 1811                                     | 1815                         | Jean-Baptiste Binet                |                | |
| 1815                                     | 1816                         | Théodore Warnier                   |                | |
| 1816                                     | 1820                         | Augustin Calippe                   |                | |
| 1820                                     | 1848                         | Pierre Lefebvre                    |                | |
| 1848                                     | 1853                         | Louis Auguste Armand Godard Cornet |                | |
| 1853                                     | 1854                         | Frédéric Duboille                  |                | |
| 1854                                     | 1855                         | Théophile Pécourt                  |                | |
| 1855                                     | 1869                         | Alexis Dubois                      |                | Propriétaire |
| 1870                                     | 1881                         | Charles Chopin                     |                | |
| 1881                                     | 1897                         | Oscar Arthur Queste                |                | Négociant Conseiller d'arrondissement du canton de Picquigny                                                                                 |
| 1897                                     | 1899                         | Achille Lefebvre                   |                | |
| Les données manquantes sont à compléter. |                              |                                    |                | |
| 1909                                     | 1926                         | Paul Thuillier-Buridard            | Rad.           | Industriel Sénateur de la Somme (1920 → 1926) Conseiller général du canton de Picquigny (1910 → 1926) Conseiller d'arrondissement (1904 → ?) |
| Les données manquantes sont à compléter. |                              |                                    |                | |
| 1962                                     |                              | Jean Burridard                     |                | |
| Les données manquantes sont à compléter. |                              |                                    |                | |
| 1983                                     | mars 1989                    | Michel Hubau                       |                | Chef d'entreprise |
| mars 1989                                | mars 2001                    | Jean-Michel Uri                    |                | |
| mars 2001                                | En cours (au 8 octobre 2020) | Stéphane Ducrotoy                  | DVD (app. UDI) | Agriculteur Vice-président de la CC Nièvre et Somme (2017 → ) Réélu pour le mandat 2020-2026,                                                |

### Distinctions et labels
Au concours des villes et villages fleuris, la commune a obtenu le niveau « deux fleurs » en 2007 et « trois fleurs » en 2013, renouvelé en 2015.

### Jumelages
Au 9 août 2014, Vignacourt n'est jumelée avec aucune commune.

## Population et société

### Démographie
Ses habitants sont appelés les Vignacouriers.
L'évolution du nombre d'habitants est connue à travers les recensements de la population effectués dans la commune depuis 1793. Pour les communes de moins de 10 000 habitants, une enquête de recensement portant sur toute la population est réalisée tous les cinq ans, les populations de référence des années intermédiaires étant quant à elles estimées par interpolation ou extrapolation. Pour la commune, le premier recensement exhaustif entrant dans le cadre du nouveau dispositif a été réalisé en 2005.

En 2022, la commune comptait 2 280 habitants, en évolution de −3,43 % par rapport à 2016 (Somme : −1,26 %, France hors Mayotte : +2,11 %).
| 1793  | 1800  | 1806  | 1821  | 1831  | 1836  | 1841  | 1846  | 1851  |
| ----- | ----- | ----- | ----- | ----- | ----- | ----- | ----- | ----- |
| 2 770 | 2 660 | 2 968 | 3 286 | 3 790 | 3 800 | 3 755 | 3 851 | 3 837 |

| 1856  | 1861  | 1866  | 1872  | 1876  | 1881  | 1886  | 1891  | 1896  |
| ----- | ----- | ----- | ----- | ----- | ----- | ----- | ----- | ----- |
| 3 738 | 3 712 | 3 612 | 3 441 | 3 318 | 3 114 | 3 046 | 2 851 | 2 680 |

| 1901  | 1906  | 1911  | 1921  | 1926  | 1931  | 1936  | 1946  | 1954  |
| ----- | ----- | ----- | ----- | ----- | ----- | ----- | ----- | ----- |
| 2 519 | 2 385 | 2 219 | 1 949 | 1 830 | 1 771 | 1 730 | 1 630 | 1 618 |

| 1962  | 1968  | 1975  | 1982  | 1990  | 1999  | 2005  | 2006  | 2010  |
| ----- | ----- | ----- | ----- | ----- | ----- | ----- | ----- | ----- |
| 1 594 | 1 828 | 2 007 | 2 369 | 2 294 | 2 183 | 2 207 | 2 214 | 2 372 |

| 2015  | 2020  | 2022  | - | - | - | - | - | - |
| ----- | ----- | ----- | - | - | - | - | - | - |
| 2 372 | 2 323 | 2 280 | - | - | - | - | - | - |

### Enseignement
Vignacourt est située dans l'académie d'Amiens.
Elle administre une école maternelle et une école élémentaire regroupant 239 élèves en 2013-2014.

### Santé
La commune ne dispose ni d'hôpital ni de clinique privée. Cependant, trois cabinets médicaux, deux cabinets infirmiers, un cabinet de kinésithérapeute, un cabinet dentaire, une pharmacie et une société d'ambulances sont installés dans la commune.

### Sports
Au sein de la commune, les Vignacouriers et les autres peuvent pratiquer plusieurs sports : équitation, football, gymnastique, judo, pétanque et tennis.

### Médias
Aucun média connu dans cette commune d'à peine plus de 2 000 habitants.

### Cultes
Le territoire de la commune dépend de la paroisse « Saint-Antoine du Bocage » du secteur « Croissant industriel » au sein du diocèse d'Amiens. Au sein de cette paroisse, la commune possède un lieu (l'église Saint-Firmin) où le culte catholique a été célébré six fois en 2013.
Aucun autre lieu de culte n'est connu dans la commune.

## Économie

### Revenus de la population et fiscalité
En 2011, le revenu fiscal médian par ménage était de 33 748 €, ce qui plaçait Vignacourt au 9 618e rang parmi les 31 886 communes de plus de 49 ménages en métropole.
En 2009, 41,3 % des foyers fiscaux n'étaient pas imposables.

### Emploi
En 2009, la population âgée de 15 à 64 ans s'élevait à 1 484 personnes, parmi lesquelles on comptait 72,6 % d'actifs dont 65,6 % ayant un emploi et 7,0 % de chômeurs.
On comptait 347 emplois dans la zone d'emploi, contre 360 en 1999. Le nombre d'actifs ayant un emploi résidant dans la zone d'emploi étant de 974, l'indicateur de concentration d'emploi est de 35,7 %, ce qui signifie que la zone d'emploi n'offre qu'un emploi pour trois habitants actifs.

### Entreprises et commerces
Au 31 décembre 2010, Vignacourt comptait 136 établissements : 34 dans l'agriculture-sylviculture-pêche, 8 dans l'industrie, 21 dans la construction, 52 dans le commerce-transports-services divers et 21 étaient relatifs au secteur administratif.
En 2011, 16 entreprises ont été créées à Vignacourt, dont 6 par des autoentrepreneurs.

## Culture locale et patrimoine

### Lieux et monuments

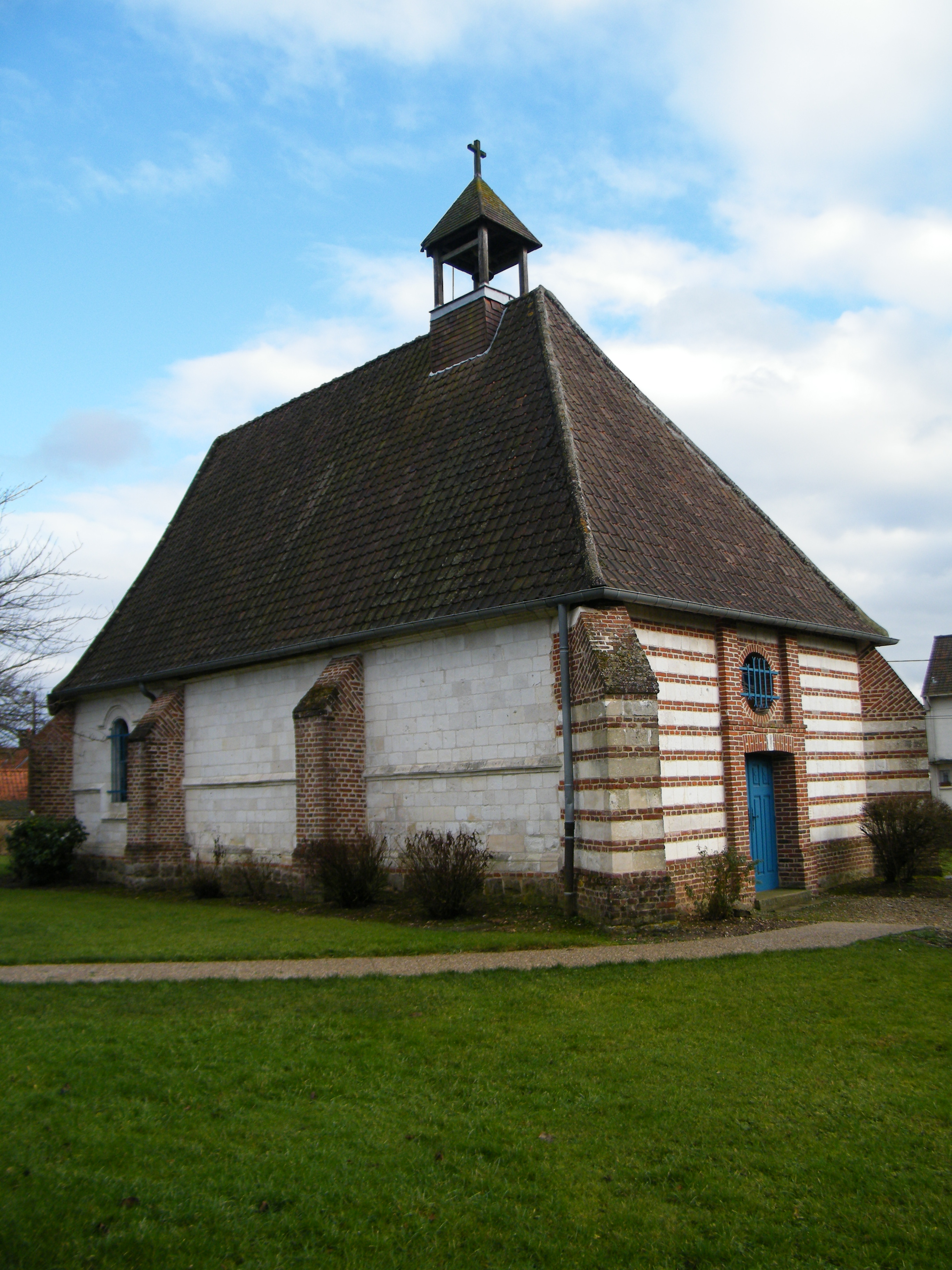
Chapelle Saint-Firmin dans le cimetière.
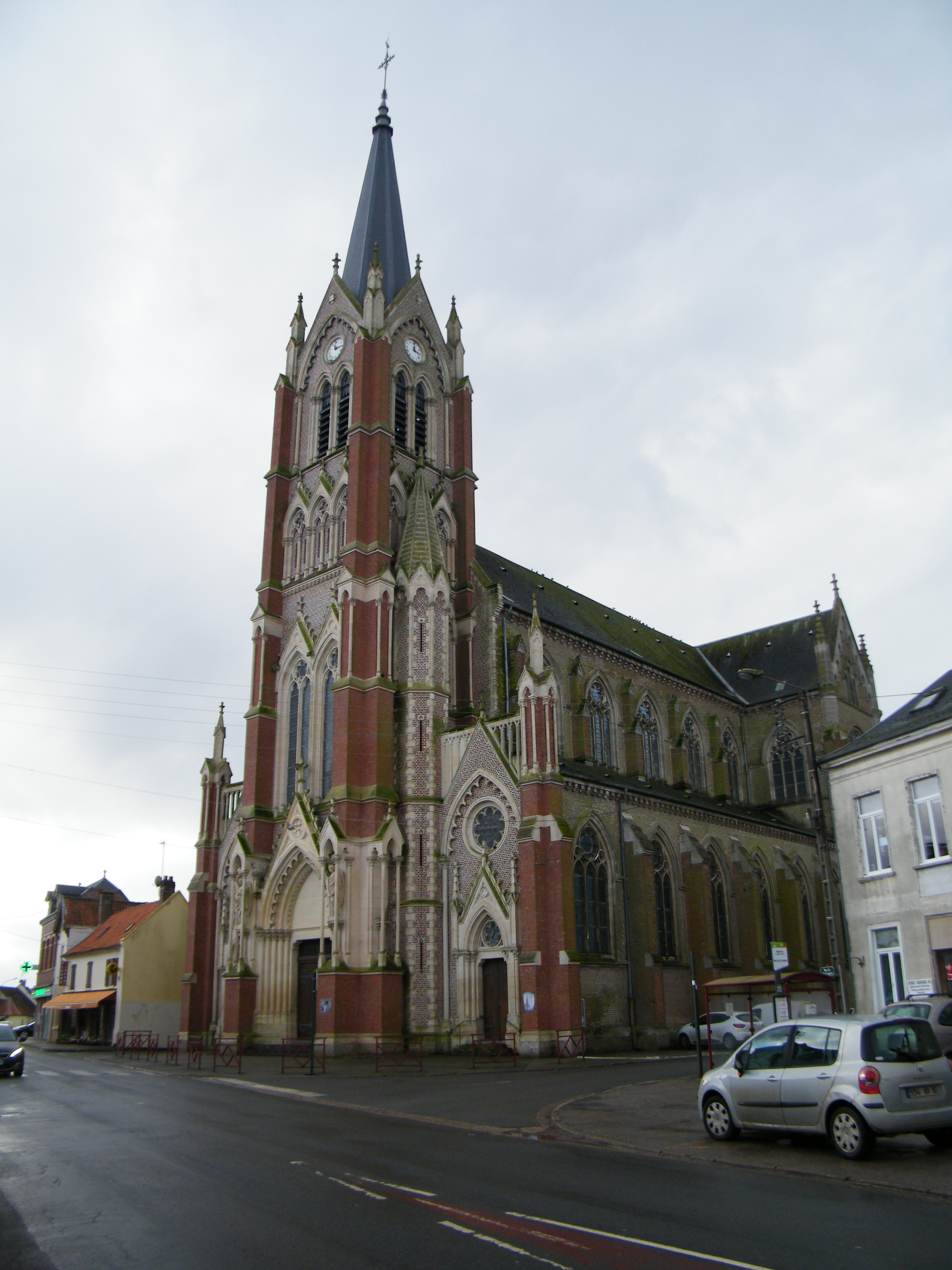
Église Saint-Firmin.
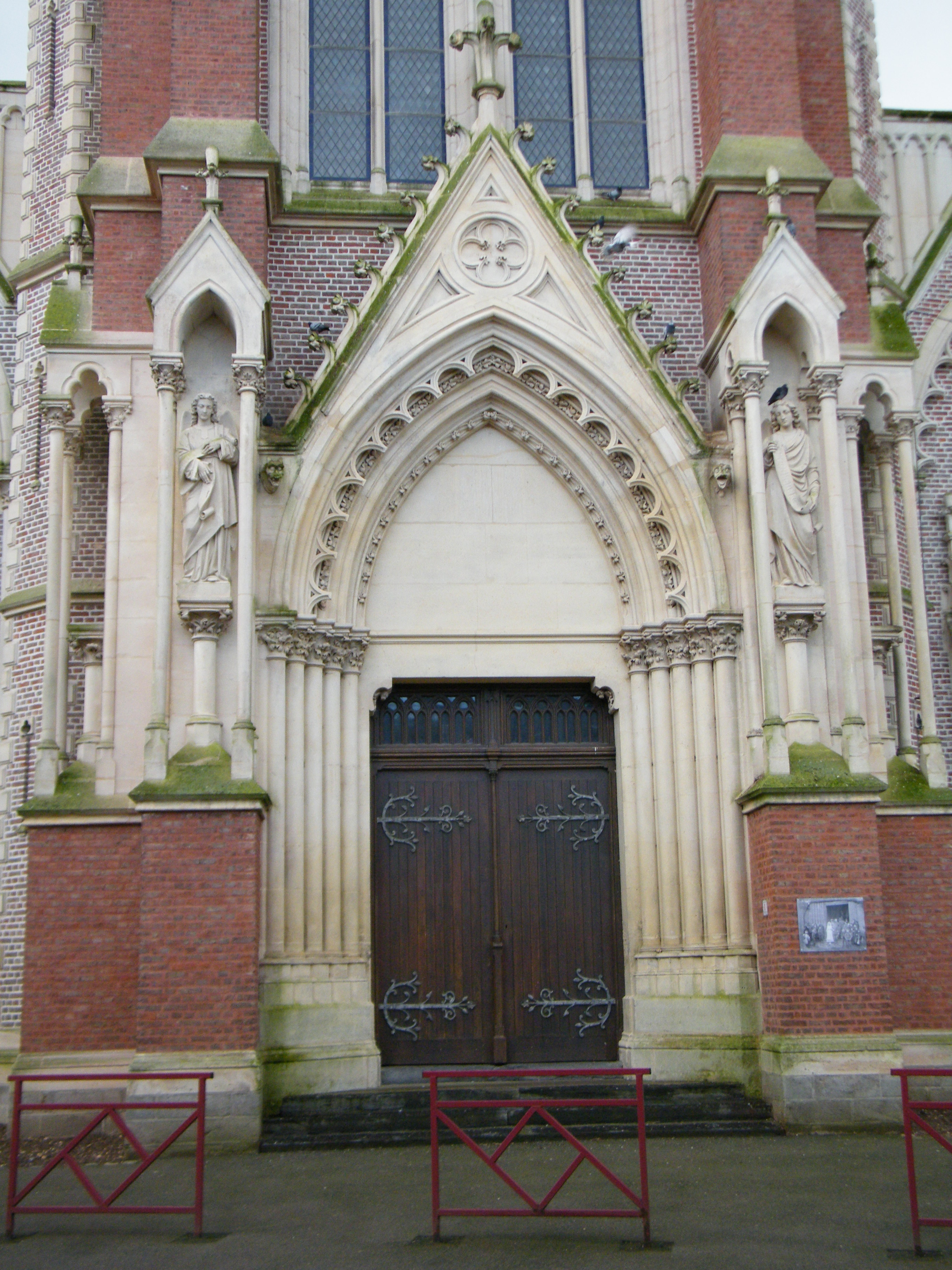
Entrée de l'église.
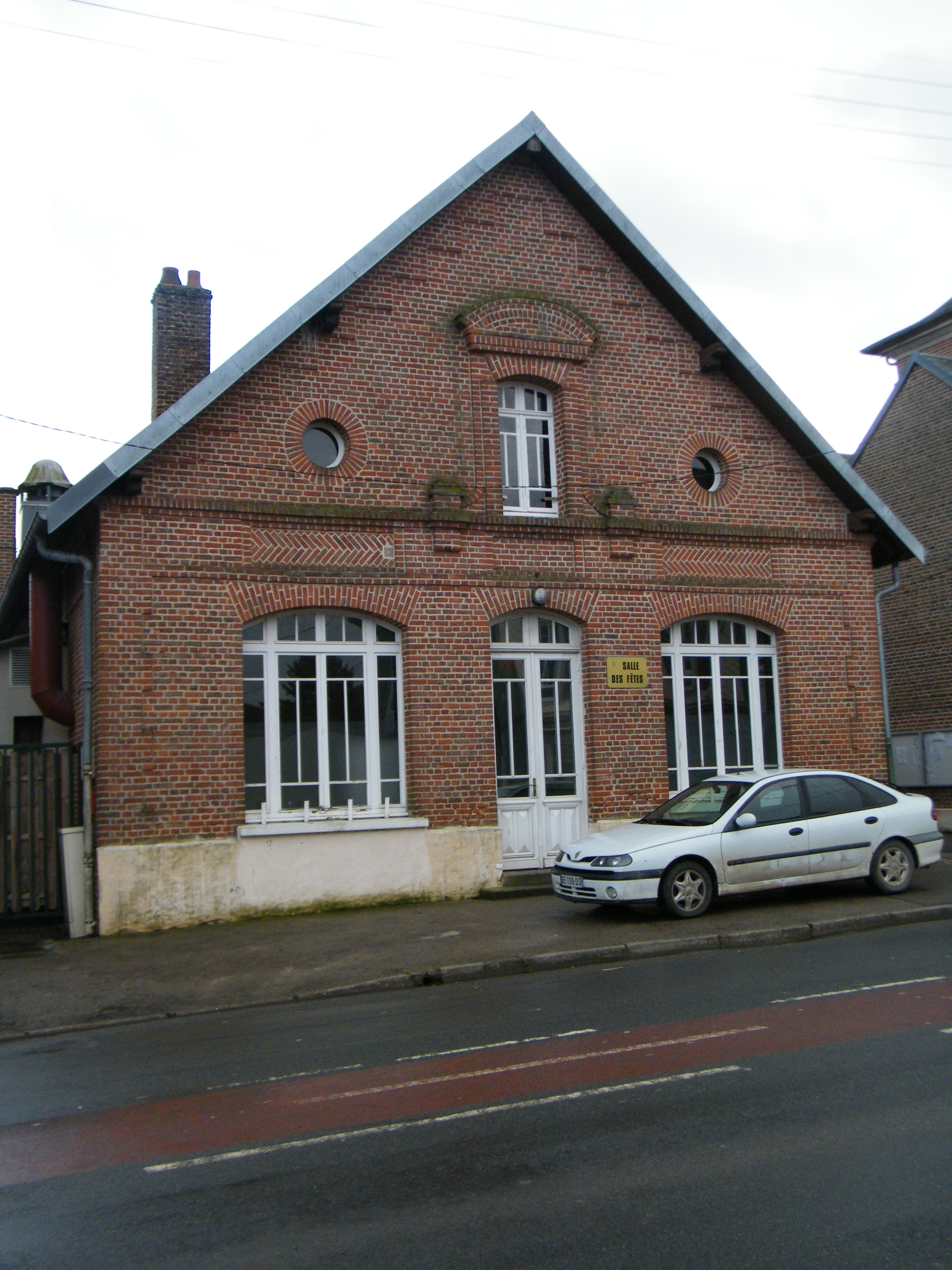
Salle des fêtes.
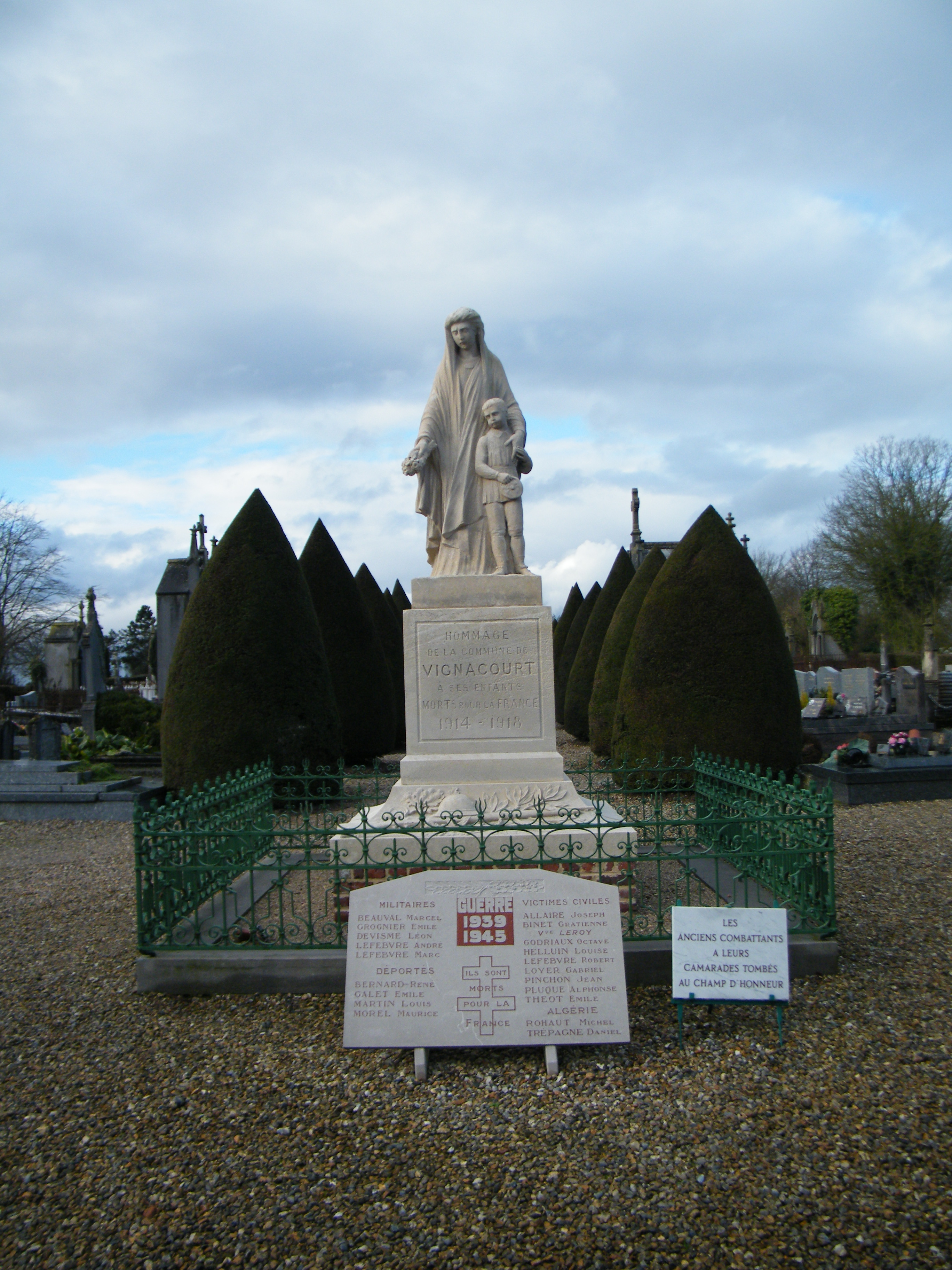
Monument dans le cimetière.
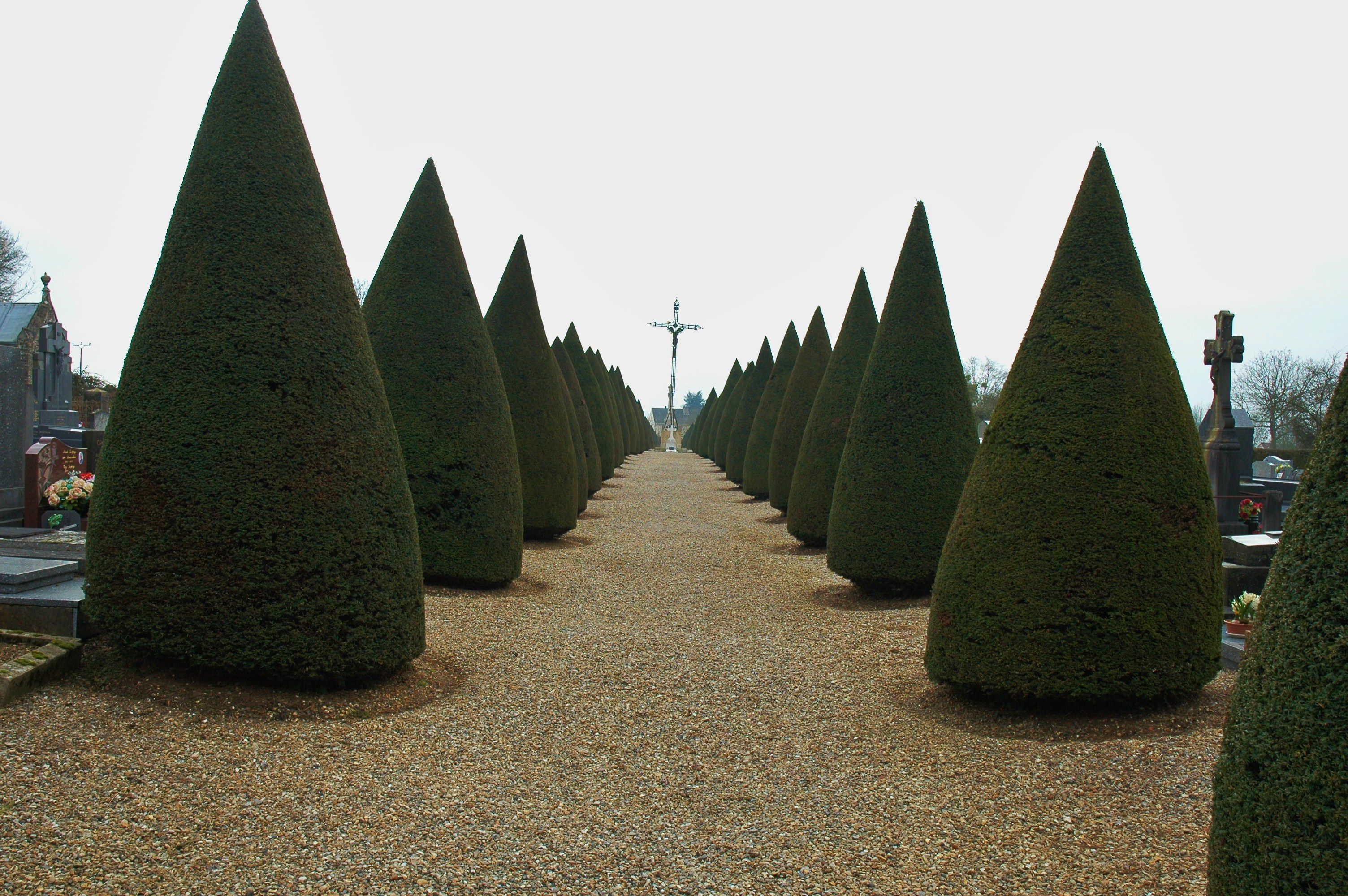
Cimetière communal.
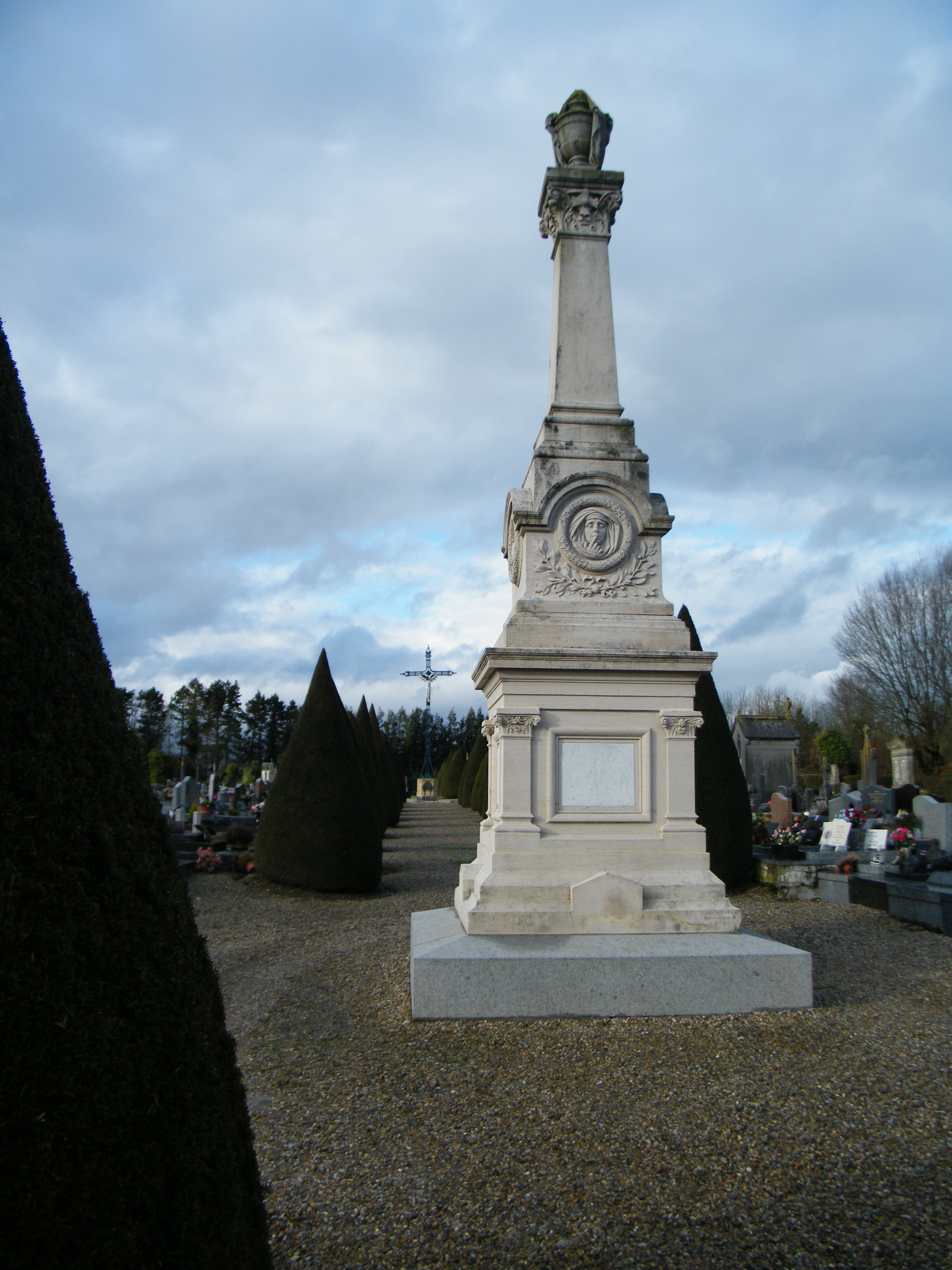
Monument Godart-Dubuc, dans le cimetière.

#### Église Saint-Firmin
L'église de Vignacourt date du XIXe siècle, son architecte fut Victor Delefortrie. L'église a été reconstruite, à l'emplacement de l'ancienne collégiale Notre-Dame, en style néogothique, grâce à la générosité d'Isidore Godard-Dubuc. La hauteur du clocher est de 54 m. L'édifice a été construit en pierre (pierre et pierre de vergelet à grain fin), et en briques (briques violettes et moellons). Le 29 septembre 1872 eut lieu la bénédiction de la première pierre et six ans plus tard, le 2 octobre 1878, a lieu la consécration de l'église.

#### Cimetière communal
- Le monument aux morts de Vignacourt est situé dans l'enceinte du cimetière. Il est l'œuvre du sculpteur amiénois Albert Roze. Il représente la veuve serrant contre elle son enfant. Le monument fut inauguré le 7 août 1921. À la base du monument, une plaque commémore les victimes de la Seconde Guerre mondiale.
- Chapelle Saint-Firmin du XVIIIe siècle. Désaffectée en juin 1998, elle est devenue un lieu culturel[50].
- Chapelle Copin, en bordure du bois de Vignacourt. Cette chapelle funéraire a été construite par Charles Copin, maire en 1970[50].
- Chapelle du château d'en bas, construite par la famille de Morgan. Les frères Duthoit ont réalisé les sculptures[50],[51].
- Vierge sur piédestal, édifiée au XIXe siècle au château d'en haut, en souvenir d'un mariage[50].

#### Cimetière militaire britannique
Le cimetière militaire britannique rassemble 556 corps de soldats tués au cours de la Grande Guerre, 146 Britanniques, 11 Canadiens, 1 Indien et 424 Australiens. Deux soldats britanniques de la Seconde Guerre mondiale reposent également dans ce cimetière,.

#### Maison des Australiens
Le Centre d'interprétation Vignacourt 14-18 est situé dans l'ancienne ferme Thuillier (cf. l'histoire de la commune à l'époque contemporaine). Y sont exposées des photos de soldats australiens prises pendant la Première Guerre mondiale par le couple d'agriculteurs Louis et Antoinette Thuillier,.

#### Vestiges
- Traces de trois villas gallo-romaines.
- Traces de la voie romaine Amiens-Boulogne.
- Traces d'une motte féodale.

### Personnalités liées à la commune
- Simon de Vignacourt, seigneur de Vignacourt qui participa à la troisième croisade en 1190[55].
- Alfred Thuillier (1839-1912), homme politique né à Vignacourt, sénateur de la Seine de 1899 à 1909.
- Paul Thuillier-Buridard (Vignacourt, 10 juillet 1871 - Le Cannet, 10 mars 1926), fils d'un industriel fabricant des filets de pêche, il développa la société et en fit le numéro un mondial de cette fabrication. Il fit également une carrière politique, à partir de 1904, il fut membre de groupement départemental radical et radical-socialiste. Il fut élu conseiller municipal en 1904 puis maire de Vignacourt en 1909, conseiller d'arrondissement en 1904 puis conseiller général en 1910 et enfin sénateur de la Somme de 1920 à sa mort[56].

### Héraldique
| Blason de Vignacourt | Blason  | D'argent à trois fleurs de lys au pied nourri de gueules. |
| Blason de Vignacourt | Détails | La commune a relevé les armes de la maison de Vignacourt, connue depuis Simon de Vignacourt qui participa à la troisième croisade en 1190. Le statut officiel du blason reste à déterminer. |

## Pour approfondir